# Borodino (Mosca)
Borodinó (in russo Бородино?, pron. /bərədʲɪˈno/) è un villaggio dell'Oblast' di Mosca, in Russia situato a 12 km a ovest della città di Možajsk e a 125 km da Mosca.

## Storia
Il villaggio è noto soprattutto per essere stato teatro il 7 settembre 1812 della battaglia della Moscova (nota anche come battaglia di Borodino), che ha visto fronteggiarsi la Grande Armata francese, comandata da Napoleone Bonaparte, e l'Esercito imperiale russo, al comando del generale Kutuzov.
Esso fu anche testimone, circa centotrent'anni dopo, di un'altra aspra battaglia combattuta durante la seconda guerra mondiale dalle truppe del Terzo Reich contro quelle dell'Unione Sovietica per il controllo della città di Mosca e del suo circondario.